# Hudson Valley Rail Trail
El Hudson Valley Rail Trail (traducido como Sendero ferroviario del Valle de Hudson) es un pavimentado de 4 millas de distancia (6.4 kilómetros) de este a oeste en la ciudad de Lloyd en el condado de Ulster, Nueva York, extendiéndose desde el Río Hudson hasta Highland. El recorrido era originalmente era parte de la Ruta del Puente de Poughkeepsie, un camino ferroviario que cruzaba la vía de Hudson del Puente de Poughkeepsie. Controlado por una variedad de ferrocarriles durante los ss. XIX y  XX, el puente fue dañado y se volvió inutilizable después de un incendio en 1974. En la década de los 80's el entonces propietario del corredor, La Conrail, había enrutado todo el tráfico ferroviario en la región norte de Selkirk, y estaba ansiosa por librarse del puente y agregar derechos de pasaje. En 1984, fue vendida por un dólar aun delincuente que no la mantenía o pagaba por ella. La sección del corredor oeste de Hudson fue adquirida por el condado de Ulster en 1991 y fue transferida a la ciudad de Lloyd.
Durante los 90's, una compañía buscaba poner un cable de fibra óptica pagó a la ciudad para que este pasase a través del antiguo corredor. La ciudad utilizó parte de ese pago para pavimentar la ruta y abrirla como un sendero público en 1997. La creación del camino fue apoyada por un club Rotary local, quienes construyeron un pabellón a lo largo del recorrido. Dicho pabellón incluía un antiguo furgón que fue donado. Mientras el tramo originalmente terminaba en la ruta 44-55, esta fue extendida hacia el este entre 2009 y 2010, cruzando la Ruta 9W y continuando hacia el Puente Poughkeepsie. La extensión fue financiada por la Ley de Reinversión y Recuperación de Estados Unidos de 2009.
El puente, ahora una acera llamada Walkway Over the Hudson, conecta el tramo con la ruta del ferrocarril de Dutchess hacia el este, creando así un sistema ferroviario de 30 millas (48 kilómetros) que se extiende hacia Hudson. Se espera que el sendero se extienda hacia el Oeste, donde se delimitará con la Ruta 299. A medida que atraviesa Highland, el sendero es conectado por varios puentes, conectando con cuatro áreas de estacionamiento, y atraviesa un complejo de humedales.

## Historia
El Hudson Valley Rail Trail es parte del antiguo carril que comprendía la ruta del Puente Poughkeepsie. Este corría hacia el este a través del poblado de Highland en la ciudad de Lloyd sobre el rio Hudson a través del puente Poughkeepsie. Highland históricamente ha sido el centro de población más grande de Lloyd. El corredor fue, a través de su historia, operado por el Central New England, Philadelphia and Reading, New Haven, Erie, Ontario and Western, Lehigh and New England y ferrocarriles Penn Central. Bajo la propiedad de Penn Central, el tráfico a lo largo de la ruta del puente se desalentó a favor de una ruta del norte a través de Selkirk ( un poblado en la ciudad de Bethlehem, Condado de Albany, Nueva York); el uso de tecnología más moderna en Selkirk Yard para mejorar la eficiencia se citó como la principal razón. En un punto del corredor de Poughkeepsie había sido la vía principal para el envío de la carga a Nueva Inglaterra, y el New Haven yard en las cercana Maybrook fue una vez "el patio de ferrocarril mas grande al este del Río Misisipi". El tráfico ferroviario sobre el Puente Poughkeepsie se paró por completo después de que un incendio en 1974 dañara dicho puente.

## Ruta

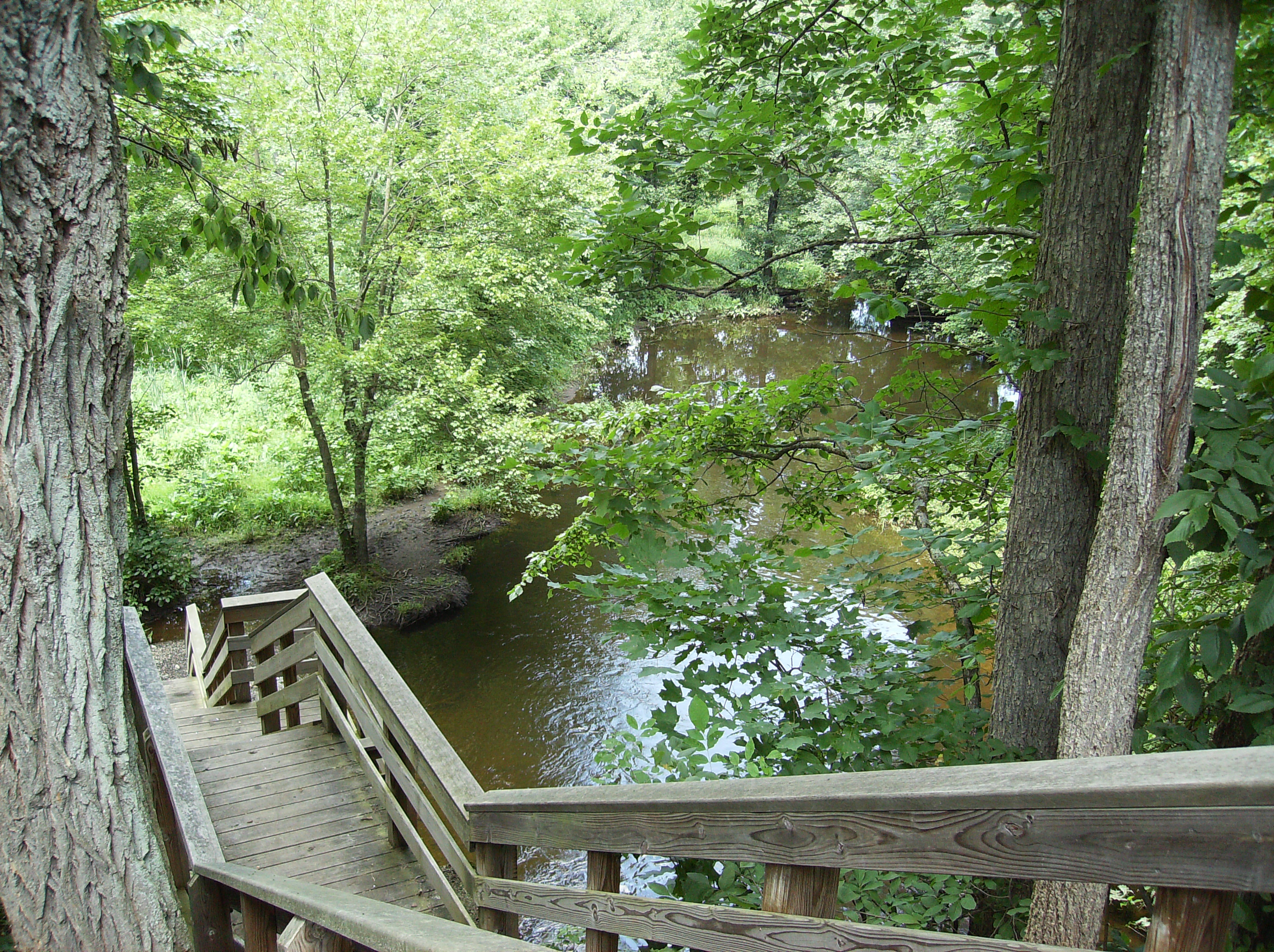
El complejo de Black Creek Wetlands, accesible desde el sendero mediante una escalera

El tramo de este-oeste empieza en el Puente Poughkeepsie, por el camino de Haviland. La 1.28 millas del Puente Poughkeepsie gue abierta como una zona peatonal en 2009. El puente es un sendero recreacional nacional, y conecta con el camino ferroviario de Dutchess hacia el este, creando un sistema ferrocarrilero contiguo de 18.2 millas (29.3 km) que abarca los condados de Ulster y Dutchess.
El recorrido de Hudson continua 0.5 millas (800 metros) hacia el Oeste desde el Puente Poughkeepsie hacia un puente sobre Mile Hill Road, entonces otra 0.1 millas (0.16 km) cruza a EE. UU. 9W. A la marca de una milla, el sendero alcanza un puente sobre la avenida Vineyard. A unas 1.5 millas (2.4 km) desde el puente, el recorrido cruza debajo de la Carretera New Paltz. Alrededor de 0.5 millas (0.80 km) de esta carretera, el sendero llega al complejo Black Creek Wetlands. Black Creek, es una de las dos "corrientes principales" que pasan a través de Lloyd; esta divide la ciudad mientras fluye fluye al norte, y en piscinas en un estanque. El complejo de Wetlands es importante para el drenaje del agua. Parte del Departamento de Conservación Ambiental del Estado de Nueva York, región 3, el complejo contiene el Pántano Plutarch y uno de los pántanos de subarbustos más largos de la región, alojando una variedad de raras especies. El complejo también incluye el Swarte Kill,  el segundo mayor camino acuático de Lloyd. El sendero continua con 0.5 millas adicionales (0.80 km) pasado el comienzo del complejo al parque Tony Williams.
Hay en total cuatro áreas de estacionamiento a lo largo del sendero, por Haviland Road, Avenida comercial (Commercial Avenue), el pabellón Rotary (Rotary pavilion) y el parque Tony Williams. El sendero es 12 pies (3.7 m) de amplio y cuatro millas (6.4 km) de largo; este es pavimentado con asfalto y adecuado para excursionismo, ciclismo, equitación, patinaje, y esquí de fondo.